# 蕈環

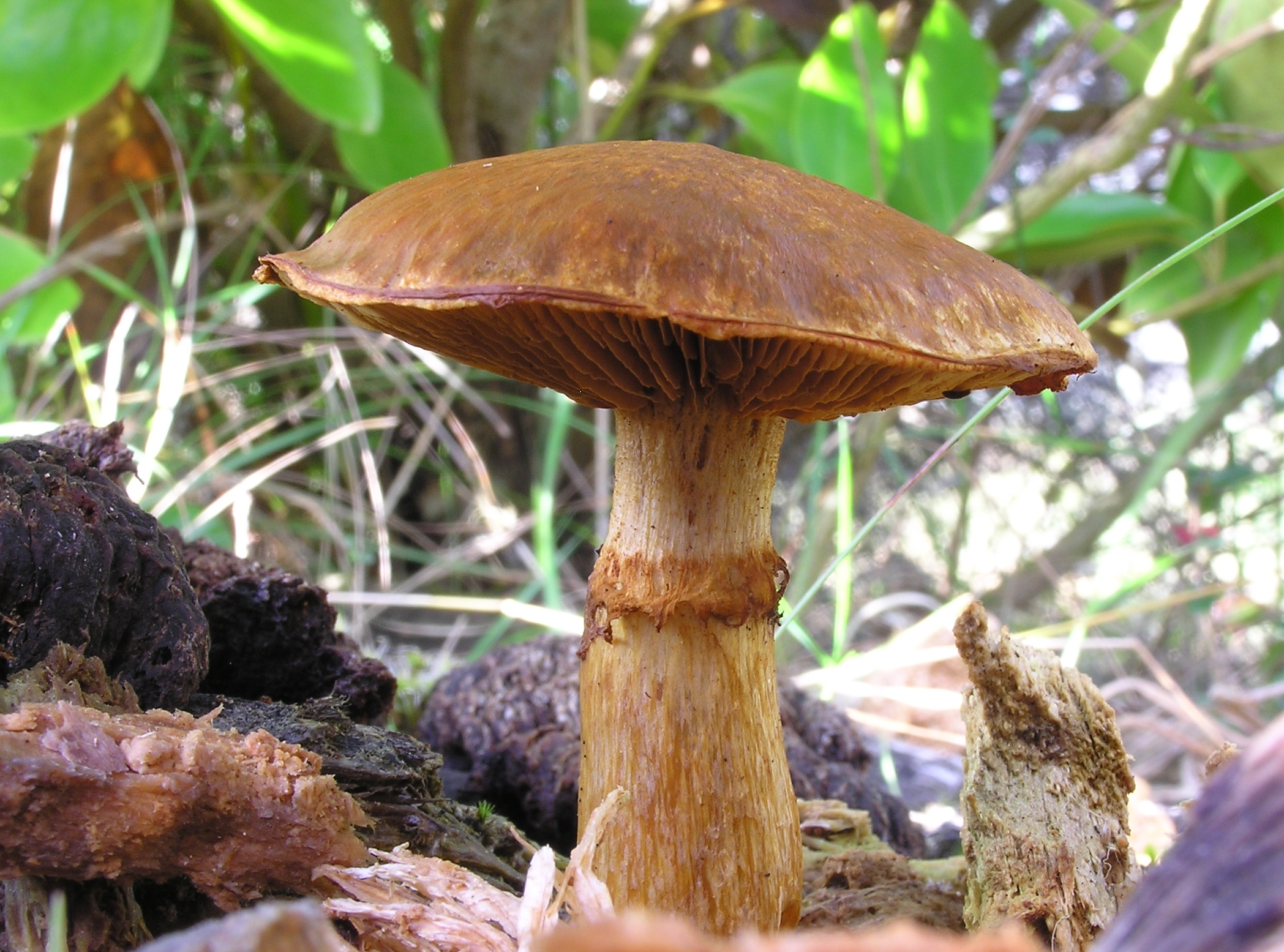
橘黃裸傘的蕈柄具有蕈環

蕈環（英語：Annulus）是有些真菌的蕈柄上具有的構造，是菌幕分解以露出子實層後的痕跡。蕈環可以是粗糙或膜質的，也可能是蜘蛛網狀。蕈環可能是蕈類的永久構造，或在菇長出後即消失，只在蕈柄上留下稱為「蕈環帶」的痕跡。